# Joseph Piroux
Joseph Piroux, né à Hadigny-les-Verrières (Vosges) le 2 janvier 1800 et mort à Nancy le 26 juillet 1884, est un professeur et éducateur français, précurseur dans l'éducation des sourds. Il a fondé l'Institut des sourds et muets de Nancy en 1827.

## Biographie
Joseph Piroux est le fils d'Augustin-Charles Piroux, architecte notamment de la synagogue de Lunéville et de la synagogue de Nancy, puis lieutenant de police à Lunéville.
Instituteur, il se fait remarquer par ses succès dans l'éducation de trois jeunes enfants sourds de l'hospice des enfants trouvés d'Épinal. Il est envoyé se former à l'école royale des sourds-muets de Paris, et fonde un institut spécialisé en 1827 à Nancy, qui rencontre un grand succès. Le nombre d'élèves montant à plus de 100, l'institut déménage des locaux de l'hôtel de ville vers un bâtiment à l'angle de la rue Raymond-Poincaré et du quai Claude-le-Lorrain. Piroux était un défenseur de l'usage de la langue des signes. Précurseur dans son domaine, il obtient l'autorisation d'enseigner dans les écoles normales de Nancy et Strasbourg les méthodes permettant aux instituteurs d'accueillir des enfants sourds dans leurs classes.
Il a bénéficié d'une bienveillance particulière de la part de l'évêque de Toul et de Nancy pour la fondation de l'institut.
Le déménagement à Jarville-la-Malgrange est organisé après sa mort par plusieurs familles de notables, et les enfants sourds sont alors pris en charge par des religieuses.
Des rues portent son nom à Nancy, à Hadigny-les-Verrières et à Jarville-la-Malgrange. Son buste, réalisé par Giorné Viard, se trouve au Musée des beaux-arts de Nancy.